# Оконто (містечко, Вісконсин)
Оконто (англ. Oconto) — місто (англ. town) в США, в окрузі Оконто штату Вісконсин. Населення — 1340 осіб (2020).

## Демографія
Згідно з переписом 2010 року, у місті мешкало 1335 осіб у 519 домогосподарствах у складі 397 родин. Було 577 помешкань
Расовий склад населення:
| - 98,6 % — білих - 0,5 % — корінних американців - 0,4 % — азіатів - 0,1 % — чорних або афроамериканців |

До двох чи більше рас належало 0,3 %. Частка іспаномовних становила 0,6 % від усіх жителів.
За віковим діапазоном населення розподілялося таким чином: 23,1 % — особи молодші 18 років, 63,6 % — особи у віці 18—64 років, 13,3 % — особи у віці 65 років та старші. Медіана віку мешканця становила 44,5 року. На 100 осіб жіночої статі у місті припадало 99,9 чоловіків;  на 100 жінок у віці від 18 років та старших — 108,3 чоловіків також старших 18 років.
Середній дохід на одне домашнє господарство  становив 72 996 доларів США (медіана — 71 500), а середній дохід на одну сім'ю — 75 940 доларів (медіана — 71 667). Медіана доходів становила 54 514 долари для чоловіків та 42 679 доларів для жінок. За межею бідності перебувало 8,1 % осіб, у тому числі 6,9 % дітей у віці до 18 років та 8,7 % осіб у віці 65 років та старших.
Цивільне працевлаштоване населення становило 679 осіб. Основні галузі зайнятості: виробництво — 26,1 %, освіта, охорона здоров'я та соціальна допомога — 21,9 %, будівництво — 7,8 %, транспорт — 7,4 %.